# Douglas Fairbanks Jr.
Douglas Fairbanks, Jr. (Nova Iorque, Nova Iorque, 9 de dezembro de 1909 - Nova Iorque, Nova Iorque, 7 de maio de 2000) foi um ator norte-americano, além de militar condecorado na Segunda Guerra Mundial.

## Vida e carreira
Filho do formidável Douglas Fairbanks, um dos primeiros personagens lendários de Hollywood, Fairbanks, Jr. nunca conseguiu sair totalmente da sombra do pai. Estudava em Paris, para onde seguiu com a mãe recém-divorciada, quando foi alcançado pelo empresário William Elliott, que queria lançá-lo no cinema. Assinou com a Paramount aos 14 anos de idade, contra a vontade paterna, que desejava para ele o caminho da universidade, e estreou nas telas em 1923, na fracassada comédia Tesouros da Mocidade/Stephen Steps Out. Seus trabalhos seguintes no cinema mudo são pouco memoráveis, com exceção do drama Stella Dallas (Stella Dallas, 1926), de Henry King.
A transição para o cinema sonoro foi tranquila, ajudada, inclusive, pelo casamento com Joan Crawford, com quem coestrelou Donzelas de Hoje (Our Modern Maidens, 1929). Na década de 1930, Fairbanks Jr. conheceu o sucesso em filmes como A Patrulha da Madrugada (The Dawn Patrol, 1930), Alma no Lodo (Little Caesar, 1931), O Prisioneiro de Zenda (The Prisoner of Zenda, 1937), onde, pela primeira vez, interpretou um espadachim (personagem imortalizado pelo próprio pai em uma série de filmes na era muda), Gunga Din (Gunga Din, 1939) e Os Irmãos Corsos (The Corsican Brothers, 1941).
Fairbanks interrompeu a carreira para participar da Segunda Guerra Mundial. Alistou-se na Marinha, tendo servido, entre outros, sob as ordens do herói inglês Lord Mountbatten. Inicialmente tenente, Fairbanks somente deu baixa em 1954, já como capitão. Lutou na frente de batalha e recebeu diversas medalhas: Silver Star e Legion of Merit de seu país, a British Distinguished Service Cross da Inglaterra e as francesas Légion d'Honneur e Croix de Guerre.
Findo o conflito, Fairbanks retornou a Hollywood, mas passava muito tempo no Reino Unido, onde era aceito nos altos círculos sociais desde a década anterior, quando já filmava por lá. Em 1949 recebeu uma condecoração no Palácio de Buckingham; era íntimo da Rainha Elizabeth e do Príncipe Filipe, a quem recebia em sua mansão, The Boltons. No cinema, voltou ao gênero capa-e-espada em Simbad, O Marujo (Sinbad the Sailor, 1947) e O Exilado (The Exile, 1947), porém foi-se afastando aos poucos das câmeras. Trabalhou esporadicamente no teatro, inclusive na montagem americana de My Fair Lady, em substituição a Rex Harrison no papel de Higgins. Entre 1954 e 1956, estrelou na televisão a série Douglas Fairbanks, Jr. Presents. Participou de vários telefilmes.
Após vender The Boltons, fixou-se em Nova Iorque, onde se dedicava aos esportes, aos negócios e à vida de socialite. Fairbanks casou-se três vezes. Após divorciar-se de Joan Crawford, desposou Mary Lee Eppling, que lhe deu suas três filhas, Daphne, Victoria e Melissa. O casamento somente terminou com o falecimento dela em 1988. Por fim, uniu-se a Vera Shelton em 1991, com quem viveu até seu próprio passamento, em 2000, vítima de enfarto. Foi sepultado no Hollywood Forever Cemetery, Los Angeles, Califórnia no Estados Unidos na mesma cripta que seu pai.

## Filmografia
Estão listados somente os filmes de média e longa-metragem em que Fairbanks recebeu créditos.
| Ano  | Nome original                   | Nome PT/BR                     | Nome PT/PT | Notas                           |
| ---- | ------------------------------- | ------------------------------ | ---------- | ------------------------------- |
| 1923 | Stephens Steps Out              | Tesouros da Mocidade           |            |                                 |
| 1925 | The Air Mail                    | A Mala do Correio Aéreo        |            |                                 |
| 1925 | Wild Horse Mesa                 | Agir, Ousar, Realizar          |            |                                 |
| 1926 | Stella Dallas                   | Stella Dallas                  |            |                                 |
| 1926 | Padlocked                       | Acorrentada                    |            |                                 |
| 1926 | Man Bait                        | Moderna a Seu Modo             |            |                                 |
| 1926 | The American Venus              | Vênus Americana                |            |                                 |
| 1926 | Broken Hearts of Hollywood      | Corações Partidos de Hollywood |            |                                 |
| 1927 | Women Love Diamonds             | Elas Querem Diamantes          |            |                                 |
| 1927 | Is Zat So?                      | Entre Luzes e Luvas            |            |                                 |
| 1927 | A Texas Steer                   |                                |            |                                 |
| 1928 | The Barker                      | Sangue de Boêmio               |            |                                 |
| 1928 | Dead Man's Curve                |                                |            |                                 |
| 1928 | The Garden of Eden              |                                |            |                                 |
| 1928 | Dream of Love                   |                                |            |                                 |
| 1928 | Modern Mothers                  |                                |            |                                 |
| 1928 | The Toilers                     | A Última Esperança             |            |                                 |
| 1928 | The Power of the Press          | Mocidade Audaciosa             |            |                                 |
| 1928 | A Woman of Affairs              | Mulher de Brio                 |            |                                 |
| 1929 | The Show of Shows               | A Parada das Maravilhas        |            |                                 |
| 1929 | Our Modern Maidens              | Donzelas de Hoje               |            |                                 |
| 1929 | Fast Life                       | O Último Recurso               |            |                                 |
| 1929 | The Jazz Age                    | Vertigem do Modernismo         |            |                                 |
| 1929 | The Forward Pass                | Goal! Goal!                    |            |                                 |
| 1929 | The Careless Age                | Dramas da Mocidade             |            |                                 |
| 1930 | Outward Bound                   |                                |            |                                 |
| 1930 | Little Accident                 | O Pai da Criança               |            |                                 |
| 1930 | Party Girl                      | Garotas Perigosas              |            |                                 |
| 1930 | Loose Ankles                    | Herdeira à Solta               |            | PT/BR: ou Prá Casar ou Prá Quê? |
| 1930 | One Night at Susie's            |                                |            |                                 |
| 1930 | The Way of All Men              |                                |            |                                 |
| 1930 | The Dawn Patrol                 | A Patrulha da Madrugada        |            |                                 |
| 1931 | Little Caesar                   | Alma no Lodo                   |            |                                 |
| 1931 | I Like Your Nerve               |                                |            |                                 |
| 1931 | Chances                         | Chances                        |            |                                 |
| 1931 | L'Aviateur                      |                                |            |                                 |
| 1931 | It's Tough to Be Famous         | Herói por Acaso                |            |                                 |
| 1932 | Union Depot                     | Cavalheiro por um Dia          |            |                                 |
| 1932 | Scarlet Dawn                    | Alvorada Rubra                 |            |                                 |
| 1932 | Love Is a Racket                |                                |            |                                 |
| 1932 | The Narrow Corner               | Perdidos no Paraíso            |            |                                 |
| 1932 | L'Athlète Incomplete            |                                |            |                                 |
| 1933 | Captured!                       | O Prisioneiro                  |            |                                 |
| 1933 | Parachute Jumper                | Em Plenas Nuvens               |            |                                 |
| 1933 | The Life of Jimmy Dolan         | Viver na Morte                 |            | PT/BR: ou A Vida de Jimmy Dolan |
| 1933 | Morning Glory                   | Manhã de Glória                |            |                                 |
| 1934 | Success at Any Price            | Paixão do Dinheiro             |            |                                 |
| 1934 | The Rise of Catherine the Great | Catarina, A Grande             |            |                                 |
| 1935 | Mimi                            | Mimi                           |            |                                 |
| 1935 | Man of the Moment               | Sublime Pecado                 |            |                                 |
| 1936 | The Amateur                     | Cavalheiro de Improviso        |            |                                 |
| 1936 | Accused                         | Acusada                        |            |                                 |
| 1937 | Jump for Glory                  | Larápio Encantador             |            | EUA: When Thief Meets Thief     |
| 1937 | The Prisoner of Zenda           | O Prisioneiro de Zenda         |            |                                 |
| 1938 | The Rage of Paris               | A Sensação de Paris            |            |                                 |
| 1938 | The Joy of Living               | O Prazer de Viver              |            |                                 |
| 1938 | Having Wonderful Time           | O Mundo se Diverte             |            |                                 |
| 1938 | The Young in Heart              | Jovem no Coração               |            |                                 |
| 1939 | The Sun Never Sets              | O Eterno Horizonte             |            |                                 |
| 1939 | Gunga Din                       | Gunga Din                      |            |                                 |
| 1939 | Rulers of the Sea               | A Conquista do Atlântico       |            |                                 |
| 1940 | Angels Over Broadway            | Anjos da Broadway              |            |                                 |
| 1940 | Safari                          | Safári                         |            |                                 |
| 1940 | Green Hell                      | Inferno Verde                  |            |                                 |
| 1941 | The Corsican Brothers           | Os Irmãos Corsos               |            |                                 |
| 1947 | Sinbad the Sailor               | Simbad, O Marujo               |            |                                 |
| 1947 | The Exile                       | O Exilado                      |            |                                 |
| 1948 | That Lady in Ermine             | A Condessa se Rende            |            |                                 |
| 1948 | The Fighting O'Flynn            | Amor e Espada                  |            |                                 |
| 1950 | State Secret                    | Segredo de Estado              |            | EUA: The Great Manhunt          |
| 1950 | Mr. Drake's Duck                |                                |            |                                 |
| 1953 | The Genie                       |                                |            |                                 |
| 1953 | Thought to Kill                 |                                |            | Apenas narrador                 |
| 1953 | The Red Dress                   |                                |            | Apenas narrador                 |
| 1954 | The Last Moment                 |                                |            |                                 |
| 1954 | Destination Milan               |                                |            |                                 |
| 1967 | Red and Blue                    | Vermelho, Branco e Zero        |            |                                 |
| 1972 | The Crooked Hearts              | Corações Solitários            |            | TV                              |
| 1980 | The Hostage Tower               | Pânico na Torre                |            | TV                              |
| 1981 | Ghost Story                     | Histórias de Fantasmas         |            |                                 |
| 1986 | Strong Medicine                 |                                |            | TV                              |